# Téboly (film, 2020)
A Téboly (eredeti cím: Unhinged) 2020-ban bemutatott amerikai akció-thriller, melyet Derrick Borte rendezett és Carl Ellsworth írt. A főszereplők Russell Crowe, Caren Pistorius, Gabriel Bateman, Jimmi Simpson és Austin P. McKenzie.
A Téboly 2020. július 16-án jelent meg Németországban, majd az Amerikai Egyesült Államokban pedig augusztus 21-én. Magyarországon szeptember 10-én mutatta be a Freeman Film.
A bemutatót többször elhalasztották a COVID–19 világjárvány miatt, ennek ellenére világszerte több mint 42 millió dolláros bevételt tudott termelni. A film általánosságban vegyes értékeléseket kapott a kritikusoktól, akik méltatták Crowe teljesítményét, de úgy érezték, hogy a film nem használja ki teljes mértékben a premisszáját.

## Cselekmény
A szabadúszó fodrásznő és egyben fiatal édesanya, Rachel (Caren Pistorius) kamasz fiával, Kyle-lal (Gabriel Bateman) utazik, ám rossz napjuk van. A nő elaludt reggel, és emiatt nem csak Kyle késik az iskolából, hanem az aznapi első kuncsaftja is felhívja miközben vezet, és kirúgja a pontatlansága miatt.
Ez még nem minden, a szalonja is nem rég zárt be, ráadásul az ügyvédje nemrégiben hívta fel és közölte, hogy a különélő férje akarja a házat, amiben Kyle-lal él, a válás megállapodás részeként.
A jelzőlámpánál egy teherautó mögé áll be, melynek sofőrje nem vette észre, hogy a lámpa pirosról-zöldre váltott. Rachel vár egy kis pillanatot, ezután pedig idegességében dudálni kezd, majd végül a jelzőlámpa sárgára vált, kikanyarodik a teherautó mögül és megindult előre, az autópálya irányában.
Az előtte lévő szakaszon beragadt a forgalmi dugóban, a teherautó sofőrje (Russell Crowe) viszont mellé áll járművével, és elnézést kért tőle. Rachel nem fogadja el, nem tudván, hogy ez az ember teljesen ki van bukva, nem önmaga. Ő is most ment keresztül egy váláson, ráadásul jelentős dühkitörési problémái vannak. Úgy dönt, mindent meg fog tenni azért, hogy ez legyen Rachel életének legrosszabb napja.

## Szereplők
| Szerep                                             | Színész             | Magyar hang    |
| -------------------------------------------------- | ------------------- | -------------- |
| Tom Cooper, mentálisan instabil idegen             | Russell Crowe       | Kőszegi Ákos   |
| Rachel Flynn, Kyle anyja                           | Caren Pistorius     | Mórocz Adrienn |
| Kyle Flynn, Rachel fia                             | Gabriel Bateman     | Molnár Olivér  |
| Andy, Rachel barátja és válási ügyvéd              | Jimmi Simpson       | Seder Gábor    |
| Fred, Rachel testvére                              | Austin P. McKenzie  | Ács Balázs     |
| Mary, Fred barátnője                               | Juliene Joyner      | Lamboni Anna   |
| Leo, bolti eladó, aki megmenti Rachelt Tomtól      | Stephen Louis Grush | ?              |
| Deborah Haskell, Rachel kliense                    | Anne Leighton       | ?              |
| Homer                                              | Michael Papajohn    | ?              |
| Rosie                                              | Lucy Faust          | ?              |
| Mrs. Ayers                                         | Devyn A. Tyler      | ?              |
| Pénztáros                                          | Samantha Beaulieu   | Makay Andrea   |
| Richard Hunter Flynn, Rachel ex-férje és Kyle apja | Andrew Morgado      | ?              |

## Gyártás
A film forgatására 2019 nyarán került sor Kennerben és New Orleansban (Louisiana). A gyártás 2019 szeptemberében fejeződött be.